# Nikolaj Vladimirovič Zateev
Nikolaj Vladimirovič Zateev (in russo Николай Владимирович Затеев?; Nižnij Novgorod, 30 giugno 1926 – Mosca, 28 agosto 1998) è stato un militare sovietico, distintosi come comandante di sommergibili durante la guerra fredda. Capitano di vascello della Marina sovietica, fu comandante del primo sommergibile a propulsione nucleare immesso in servizio, il K-19, appartenente alla classe Hotel. Il 4 luglio 1961, mentre l'unità si trovava impegnata in una esercitazione al largo della Groenlandia meridionale, un guasto al sistema di raffreddamento del reattore nucleare compromise la missione, e solo grazie al sacrificio di otto membri dell’equipaggio l'unità poté salvarsi. La sua carriera di comandante di sommergibili terminò qui, e fino al suo pensionamento, avvenuto nel 1986, ricoprì solo incarichi a terra, costretto a mantenere il più stretto riserbo sull'incidente fino alla dissoluzione dell'Unione Sovietica.

## Biografia
Nacque a Nižnij Novgorod il 30 giugno 1926, si arruolò nell'Armata Rossa nel 1943, in piena seconda guerra mondiale. Dopo aver studiato presso la scuola preparatoria per l'ammissione alla marina di Baku, sul Mar Caspio, superò il corso di navigazione, e fu mandato a studiare presso la Scuola navale superiore M.V. Frunze di Leningrado. Alla fine degli anni quaranta fu assegnato alla Flotta del Mar Nero, servendo sui sommergibili, dapprima come ufficiale di navigazione, e poi come primo ufficiale. Nel 1954 completò favorevolmente un corso straordinario per ufficiali, assumendo poi il comando di un sottomarino. Per gli ottimi risultati ottenuti ottenne una promozione anticipata per ordine del ministro della difesa, il Maresciallo Georgij Konstantinovič Žukov. Nel 1958 fu trasferito alla Flotta del Nord per assumere il comando del nuovo sottomarino a propulsione nucleare K-19.
Il 4 luglio 1961, mentre il K-19 operava vicino alla Groenlandia meridionale, la pressione dell'acqua nel reattore nucleare di dritta scese a causa di una perdita di refrigerante in una zona del reattore molto difficile da accedere. La perdita di refrigerante causò il surriscaldamento del reattore, mettendo in pericolo l'integrità delle barre di combustibile nucleare. Zateev credeva erroneamente che questo avrebbe portato ad un'esplosione nucleare che avrebbe potuto danneggiare la vicina base NATO sull'isola di Jan Mayen portando ad una guerra nucleare tra l'Unione Sovietica e gli Stati Uniti. 
Con una riparazione di emergenza, effettuata all'interno del locale del reattore da otto uomini dell'equipaggio, fu scongiurata la catastrofe, ed una volta arrivati i soccorsi il K-19 fu trainato da tre sommergibili presso la base navale di Kola. Gli otto uomini responsabili della riparazione morirono in pochi giorni a causa delle radiazioni assorbite, ed altri quattordici nel giro di due anni.
Dopo l'incidente, Zateev e l'equipaggio del K-19 furono sottoposti ad inchiesta venendo scagionati da ogni responsabilità, ma l'incidente venne coperto dal segreto di Stato. A nessuno dei sopravvissuti all’incidente, né ai membri del successivo equipaggio del K-19, né alle famiglie dei deceduti, fu concesso di raccontare la benché minima notizia relativa al disastro. Le decorazioni assegnate ai membri dell'equipaggio ebbero motivazioni generiche. Secondo la lettera scritta dall'ex presidente dell'Unione Sovietica Michail Sergeevič Gorbačëv al Comitato per il Nobel norvegese il 1 febbraio 2006, in cui chiedeva che ai membri dell'equipaggio fosse assegnato il premio Nobel per la pace, le vittime dell'avvelenamento da radiazioni vennero sepolte in mare racchiuse in bare di piombo. Solo nel 1990 ai sopravvissuti fu permesso di raccontare la loro storia.
Lasciato il comando del K-19 Zateev fu destinato ad incarichi a terra. Dal 1962 al 1965 studiò presso l'Accademia Navale di Leningrado, assumendo successivamente l'incarico di capo del dipartimento navale di Leningrado, e poi di quello di Mosca. Nel 1972 divenne capo del dipartimento per le prove navali, con responsabilità sui nuovi progetti e sulle prove in mare delle unità appena entrate in servizio. Andato in pensione nel 1986, dopo la dissoluzione dell'Unione Sovietica fu attivamente coinvolto nelle attività del Comitato dei veterani della Marina Sovietica. Si spense nel 1998 a causa di una malattia polmonare, ed è sepolto nel cimitero Kuz'minskij, a Mosca, vicino alle tombe di cinque membri dell'equipaggio del K-19, che erano stati lì tumulati nel luglio 1961.
Il personaggio del capitano Zateev, sotto lo pseudonimo di capitano Aleksej Vostrikov, appare nel film girato dalla regista Kathryn Bigelow nel 2002, K-19: The Widowmaker interpretato dall'attore Harrison Ford.

### Annotazioni
1. ↑  I reattori nucleari del K-19 vennero sostituiti con un periodo di lavori durati due anni.
2. ↑  Il capitano Nikolaj Vladimirovič Zateev ed i membri dell'equipaggio vennero formalmente nominati per l'assegnazione del premio nel marzo del 2006.

### Fonti
1. 1 2  Polmar, Moore 2004, p. 112.
2. ↑  Polmar, Noot 1991, p. 162.
3. 1 2 3  Tucker 2009, p. 2400.
4. 1 2 3 4 5 6  Gorbachev Proposes Soviet Sub Crew For Nobel Peace Prize Federation of American Scientists retrieved August 11, 2007
5. 1 2 3  Studios Fight To Tell Story of Submarine Archiviato il 24 dicembre 2014 in Internet Archive. The St. Petersburg Times, retrieved August 9, 2007